# Amélie de Montchalin
Amélie  de Montchalin Bommier (Lione, 19 giugno 1985) è una politica francese.
Membro del partito La République En Marche ! (LREM), è stata ministro della transizione ecologica e della coesione territoriale sotto il primo ministro Élisabeth Borne (2022), ministro della trasformazione e della funzione pubblica sotto il primo ministro Jean Castex (2020-2022) e segretaria di Stato per gli affari europei presso il Ministero dell'Europa e degli affari esteri (2019-2020).
Montchalin è stato deputata dell'Assemblea nazionale dal 2017 al 2022, in rappresentanza del 6° collegio elettorale dell'Essonne, Dal 2017 al 2018, è stata capofila di La République En Marche nella Commissione Finanze dell'Assemblea nazionale.
Dal 2022 è ambasciatrice e rappresentante permanente della Francia presso l'Organizzazione per la cooperazione e lo sviluppo economico (OCSE)

## Biografia
Montchalin è nata a Lione. Suo padre è un dirigente amministrativo  e sua madre è un'infermiera e appartiene ad una famiglia di agricoltori del plateau de Saclay Ha studiato al liceo Hoche a Versailles, quindi è entrata all'École des hautes études commerciales (HEC) di Parigi nel 2005, conseguendo un master in management nel 2009. Durante i suoi studi, ha svolto uno stage per Valérie Pécresse presso l'Assemblea nazionale.

## Carriera nel settore privato
Dal 2009 al 2012, Montchalin ha lavorato come economista responsabile dell'analisi dell'Eurozona per Exane BNP Paribas. Ha poi studiato alla Kennedy School of Government dell'Università di Harvard, ottenendo un Master in Pubblica Amministrazione nel 2014. Da settembre 2014 ha lavorato presso la compagnia assicurativa AXA su questioni relative alle politiche pubbliche globali, alla protezione dei dati e al cambiamento climatico. 

## Carriera politica

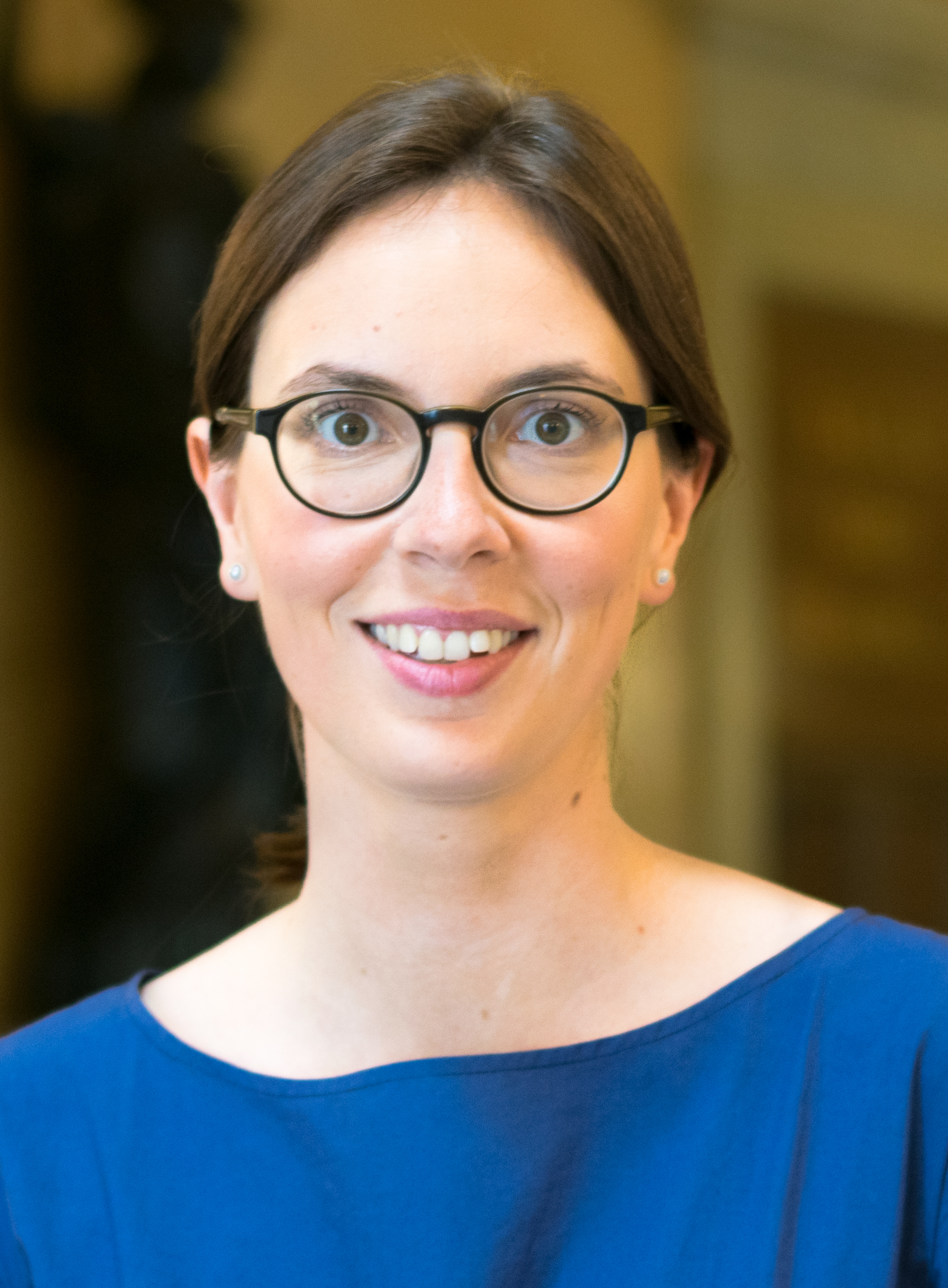
Amélie de Montchalin nel 2017

Prima di unirsi a En Marche, Montchalin si identificava nel centrodestra politico. Ha parlato di essere disincantata da François Fillon e di essere ispirata dalla posizione riformista ed europeista di Emmanuel Macron, e anche da quella che percepisce come la sua volontà di dare priorità alle competenze rispetto all'esperienza politica. Nelle elezioni legislative del 2017 è stata eletta con il 61,34% dei voti, sconfiggendo la sua avversaria Françoise Couasse dell'Unione dei Democratici e degli Indipendenti. L'affluenza alle urne è stata bassa, pari al 41,25%. 
Montchalin era membro della Commissione Finanze, l'organo parlamentare che controlla la spesa pubblica. 
Il 27 marzo 2019 Montchalin è stata nominata Segretario di Stato per gli affari europei, succedendo a Nathalie Loiseau. Ha ricoperto questo incarico fino a luglio 2020, quando è stata promossa a ministro per la Trasformazione e il Servizio Pubblico. Ha lasciato il governo Borne nel luglio 2022 dopo la sua sconfitta alle elezioni legislative francesi del 2022. Dal 6 luglio 2020 è ministro della funzione pubblica all'interno del governo Castex. 

## Altre attività
- European Council on Foreign Relations (ECFR), membro del Consiglio (dal 2023)

## Vita privata
È sposata con Guillaume de Montchalin, consulente del Boston Consulting Group. La coppia ha tre figli.